# 404不存在的國落
《404不存在的國落》（英語：404 Countries Not Found）是香港電視娛樂製作的旅游節目，2016年9月14日至10月27日逢星期三至四22:00－22:30在ViuTV播出，主持為岑樂怡、吳蚊蚊。
節目安排兩位主持前往世界上五個不被主流國承認的国家。這些不被主流國承認的国家大多是因為政治背景而不被國際廣泛承認和少數當地人自行聲稱脫離自主權國家的私人國家。他們去的地方包括塞波加公國、索馬利蘭共和國、德涅斯特河沿岸摩爾達維亞共和國、北塞浦路斯土耳其共和國及對岸共和國。
至於嘉賓沈旭暉則以舊聞報道的方式講述這五個地方的歷史及淵源。
本節目於《2016電視節目欣賞指數調查》全年度欣賞指數總排名第五位。

## 每集一覽
| 集數 | 播映日期 | 地點           |
| 1    | 9月14日  | 塞波加公國     |
| 2    | 9月15日  | 塞波加公國     |
| 3    | 9月21日  | 塞波加公國     |
| 4    | 9月22日  | 索馬利蘭       |
| 5    | 9月28日  | 索馬利蘭       |
| 6    | 9月29日  | 索馬利蘭       |
| 7    | 10月5日  | 索馬利蘭       |
| 8    | 10月6日  | 德涅斯特河沿岸 |
| 9    | 10月12日 | 德涅斯特河沿岸 |
| 10   | 10月13日 | 北賽普勒斯     |
| 11   | 10月19日 | 北賽普勒斯     |
| 12   | 10月20日 | 對岸共和國     |
| 13   | 10月26日 | 對岸共和國     |
| 14   | 10月27日 | 對岸共和國     |

## 節目變遷
| 香港 ViuTV 星期三至四 22:00－22:30 | 香港 ViuTV 星期三至四 22:00－22:30          | 香港 ViuTV 星期三至四 22:00－22:30 |
| ---------------------------------- | ------------------------------------------- | ---------------------------------- |
|                                    | 404不存在的國落 （2016年9月14日－10月27日） |                                    |
| 的士Go （2016年7月6日－9月8日）    | 貓侍（第一季） （2016年11月2日－12月8日）   |                                    |